# Bjelokost
Bjelokost (slonovača) je koštana tvar što izgrađuje kljove slona, mamuta, vodenkonja, morža, ulješure, divlje svinje i dr.; također predmeti od slonove kosti. 
Različite vrste bjelokosti razlikuju se bojom i drugim svojstvima. Uz pomoć spektroskopske metode, pod mikroskopom je moguće razlikovati bjelokost azijskog od bjelokosti afričkog slona. 
Kula bjelokosna je preneseno značenje za mjesto bijega od teškoća, svakodnevnice.
Bjelokost se obrađuje ručno i strojno: puna plastika, reljefi i luksuzni predmeti svakodnevne uporabe. Draž ovog materijala je u mliječnoj bjelini površine koja s vremenom poprima žućkasti ton. Skupocjena zbog svoje rijetkosti i teška za obrađivanje, bjelokost je oduvijek simbol društvenoga statusa.

## Povijest uporabe
Bjelokost je u uporabi od paleolitika (razni idoli) preko civilizacija Egipta, Mezopotamije i Egejske umjetnosti (idoli, ukrasni predmeti i reljefi). U Staroj Grčkoj je bila poznata hrizelefantinska tehnika kipara Fidije i njegove škole u kojoj su urešene Atena Partenos i Zeusov kip u Olimpiji. U doba helenizma od bjelokosti se pravi sitna plastika, uporabni predmeti, a u Starom Rimu konzularni diptisi, različiti ukrasi i predmeti za igru. U ranokršćanstvu i bizantskoj umjetnosti kipovi svetaca, relikvijari, korice knjiga s biblijskim prizorima, te biskupska prijestolja.
U doba romanike i gotike uz navedeno rabi se za predmete umjetničkog obrta (pribor za jelo, ručice i korice za mačeve i dr.). U baroku i rokokou koristi se za intarzije u drvu, toaletne luksuzne predmete i sl.
U Indiji, Kini, Japanu i islamskoj umjetnosti od bjelokosti su rađeni kipovi i reljefi sa sakralnim i erotskim prikazima te oružje, nakit, figure za šah i dr. Kod drugih azijskih i afričkih naroda bjelokost je povezana s najranijim pojavama rukotvorina (idoli, oružje).
Danas je trgovina bjelokosti zabranjena jer su se neke životinjske vrste suočile s istrebljenjem.

## Poveznice
- Kiparski materijali
- Primijenjene umjetnosti

## Vanjske poveznice
The care and handling of ivory objects